# Zión Moreno
Zión Moreno (El Paso, 23 febbraio 1995) è una modella e attrice statunitense conosciuta principalmente per il suo ruolo di Isabela De La Fuente in Control Z, serie prodotta da Netflix, e di Luna La nel reboot di Gossip Girl, prodotto da HBO Max.

## Biografia
Nata ad El Paso, da una famiglia messicana: sua madre proviene da Chihuahua, mentre suo padre da Monterrey. È cresciuta nel Nuovo Messico, ad Albuquerque, e in casa sua parlava solamente spagnolo, essendo la lingua di famiglia. Zión ha una sorella e un fratello.
È una ragazza transessuale ed ha iniziato la sua transizione durante il periodo scolastico, all'età di tredici anni, infatti durante quegli anni ha subito varie volte bullismo dai suoi compagni di scuola. Il suo sogno sin da piccola era quello di diventare un'attrice, ma per via della sua identità di genere le era sempre parso impossibile adempiere a quella realtà, per questo inizialmente lo accantonerà per proseguire la strada della moda.
Ha frequentato l'Università del Nuovo Messico e ha studiato scrittura creativa e giornalistica; difatti, una delle tante possibilità che aveva tenuto in mente era quella di diventare una reporter investigativa.

## Carriera
Nel 2014, all'età di diciannove anni, decide di spostarsi a New York per inseguire il suo sogno di modella. Nel 2017 otterrà il ruolo di presentatrice per i Diversify TV Awards a Cannes.
Originariamente ha riscontrato diverse avversità nel settore della moda, la situazione è tornata stabile solamente quando la sua attenzione si è dedicata più sulla recitazione, ovvero il sogno che aveva da sempre: infatti il suo primo ruolo ottenuto è stato per il grande schermo nel 2019, come Fleur in K-12. Ha poi continuato per la seguente strada ottenendo un ruolo per la serie Netflix Control Z, nella quale ha partecipato a solo una stagione: infatti è stato confermato da lei stessa che, per motivi personali, non sarà presente nella seconda stagione dello show.
Nello stesso anno ottiene un posto fisso nel cast principale nel sequel della nota serie statunitense Gossip Girl: la serie viene prodotta da HBO Max e prende il titolo di Gossip Girl, esattamente come la serie madre. Il suo personaggio, Luna La, è stato confermato essere transgender, proprio come l'attrice che la interpreta.

## Filmografia

### Attrice

#### Cinema
- K-12, regia di Melanie Martinez (2019)

#### Televisione
- Control Z - serie TV, 10 episodi (2020)
- Gossip Girl - serie TV, 18 episodi (2021-2023)
- Claws - serie TV, 4 episodi (2021-2022)

## Curiosità
- L'attrice ha rivelato in un'intervista che, all'albo della sua carriera, ha dovuto rifiutare diversi ruoli di personaggi transessuali in quanto andavano contro la sua filosofia di vita. Ella ha espresso chiaramente che, purtroppo, molte ragazze transessuali vengono portate sul piccolo o grande schermo come prostitute, con un passato difficile o dipendenza dalle droghe, cosa che purtroppo accade veramente, anche se non a tutte quante: per questo vuol portare alla luce un'altra faccia della medaglia, ovvero dei personaggi che, oltre le difficoltà, continuano per la loro strada, rimanendo fedeli a loro stesse.[14]
- Zión ha una sorella maggiore, che durante gli anni di bullismo l'ha sempre aiutata, dandole dei consigli su come ignorare i suoi bulli ed essere superiore a loro.[15]

## Doppiatrici italiane
Nelle versioni in italiano delle opere in cui ha recitato, Zión Moreno è stata doppiata da:
- Giulia Franceschetti[16] in Gossip Girl[17]
- Ludovica Bebi[18] in Control Z[19]